# Enviwiki
Enviwiki je internetová vzdělávací platforma fungující na bázi Mediawiki sofwaru. Zaměřuje se na životní prostředí, environmentální vzdělávání a udržitelný rozvoj. Deklarovaným cílem Enviwiki je podpora mezioborové výuky životního prostředí na vysokých školách. Poskytuje prostor pro vytváření, publikování a sdílení odborných textů; k tomu nabízí metodickou podporu. Z publikovaných článků pak mohou čerpat témata a informace učitelé a studenti na nižších stupních vzdělání. Enviwiki je tedy možno využívat různým způsobem: především je možno ji aktivně pomoci vylepšit a použít jako prostředek pro výuku. Zdrojem informací o životním prostředí mohou být tzv. kvalitní články. (před tímto využitím Enviwiki jako zdroje informací se ovšem doporučuje vždy vzít na vědomí informaci vyloučení odpovědnosti).
Platforma Enviwiki byla zpřístupněna začátkem roku 2006. Založili ji pracovníci oddělení environmentálního vzdělávání, které je součástí Centra pro otázky životního prostředí Univerzity Karlovy. Pracovníci tohoto centra nadále její provoz organizují. Na projektu se podílí řada studentů i pedagogů mnoha různých oborů. Enviwiki v současnosti eviduje 933 úplných článků.

### Oficiální web
- Stránky www.enviwiki.cz

### Elektronické zdroje k tématu
- DLOUHÁ, Jana. EnviWiki – výuková pomůcka na principu hypertextu. Envigogika. 2006-12-12, roč. 1, čís. 1. Dostupné v archivu pořízeném dne 2018-06-02. ISSN 1802-3061. doi:10.14712/18023061.80.
- DLOUHÁ, Jana. EnviWiki – the Czech Multimedia Toolkit for Education for Sustainable Development (ESD) (reviewed text). Envigogika. 2008-05-31, roč. 3, čís. 1. Dostupné v archivu pořízeném dne 2018-06-02. ISSN 1802-3061. doi:10.14712/18023061.373.
- DLOUHÁ, Jana; ČINČERA, Jan; JANČAŘÍKOVÁ, Kateřina. Metodika týmové spolupráce a tvorby týmů pro vysokoškolské vzdělávání. Envigogika. 2011-05-05, roč. 6, čís. 1. Dostupné v archivu pořízeném dne 2018-06-02. ISSN 1802-3061. doi:10.14712/18023061.150.
- BARTON, Andrew George; DLOUHÝ, Jiří; DLOUHÁ, Jana. Vzdělávání metodou e-learningu podporující regionální spolupráci a vytváření evropského vzdělávacího prostoru v interdisciplinární oblasti životního prostředí. Envigogika. 2010-12-28, roč. 5, čís. 3. Dostupné v archivu pořízeném dne 2018-06-02. ISSN 1802-3061. doi:10.14712/18023061.56.
- ZAHRADNÍK, Martin; PACHMANOVÁ, Lenka. Příklad využití wiki-prostředí v environmentálním vzdělávání na vysoké škole: hodnocení kurzu Organizace a řízení ochrany životního prostředí. Envigogika. 2009-12-22, roč. 4, čís. 3. Dostupné online [cit. 2019-03-13]. ISSN 1802-3061. doi:10.14712/18023061.46.
- Prezentace Enviwiki na stránkách UK (archive today)